# Oud geld

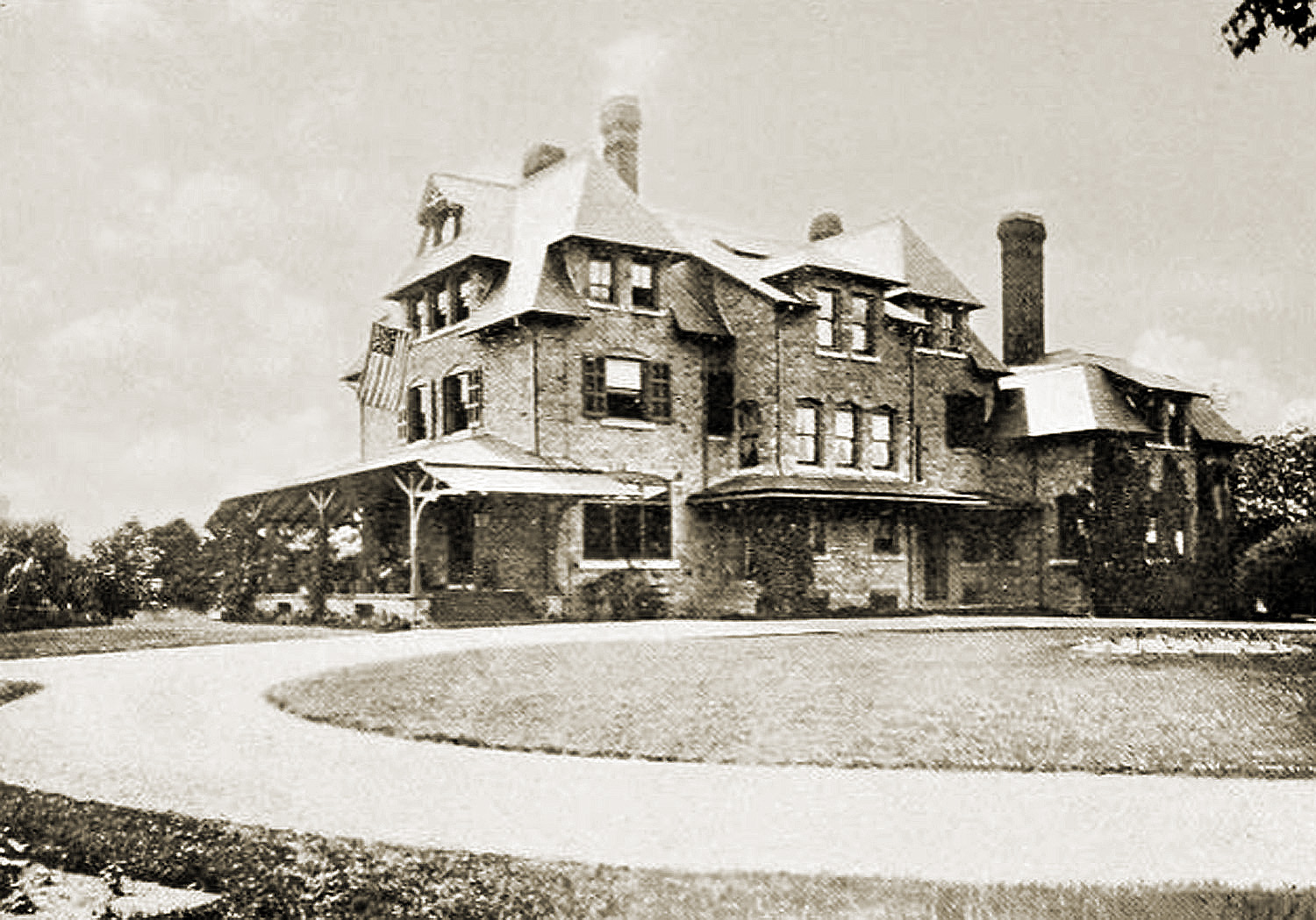
Landhuis in de Main Line, sinds de 19e eeuw een chique buitenwijk van Philadelphia met veel oud geld

Oud geld is familiekapitaal dat meerdere generaties in de familie is. De term wordt ook toegepast op een persoon, familie of dynastie uit de bovenklasse die over dit kapitaal beschikt. Deze sociale groep wordt soms ook de aristocratie genoemd, met name in landen die geen adel kennen, zoals de Verenigde Staten.
Met de term 'oud geld' wordt een onderscheid gemaakt met de nouveau riche ('nieuwe rijken'), personen die in korte tijd tot een hoger welvaartsniveau zijn opgeklommen.
De Nederlandse televisieserie Oud Geld uit 1998-1999 speelt zich in dergelijke sociale kringen af.